# Neocypridopsis granulosa
Neocypridopsis granulosa är en kräftdjursart som först beskrevs av Daday 1902.  Neocypridopsis granulosa ingår i släktet Neocypridopsis och familjen Cyprididae. Inga underarter finns listade i Catalogue of Life.